# Filmszenario
Im Film bezeichnet ein Szenario (auch Szenarium) die Vorstufe eines Drehbuchs oder Storyboards. Im Unterschied zu diesen ist es weniger detailliert. Im Unterschied zu einem Exposé oder Treatment beschreibt es aber nicht allein die Geschichte, Perspektive oder die Stilmittel eines Films, sondern setzt diese auch schon in eine Szenenfolge um, wobei die einzelnen Szenen in der Regel Orts- oder Zeitwechsel markieren.
In einem Drehbuch oder auch Storyboard werden diese Szenen dann weiter ausgearbeitet, in einzelne Einstellungen zerlegt und gegebenenfalls auch die Dialoge ausformuliert und bestimmte Effekte detailliert beschrieben. Das Szenario stellt eine Stufe zwischen der im Wesentlichen noch literarischen Form des Exposés und Treatments und der filmisch voll ausformulierten Form des Drehbuchs und Storyboards dar.